# Jack Keller
Jack Keller   (Reading, 16 de juny de 1922 - 2 de gener de 2003) va ser un dibuixant de còmics nord-americà més conegut pel seu treball dels anys 50 i 60 al personatge western de Marvel Comics Kid Colt, i per la seva posterior sèrie de cotxes de carreres i hot rod a Charlton Comics.

## Biografia

### Primers anys i carrera
Keller va tenir una formació autodidàctica i va entrar en els còmics el 1941, un any després de graduar-se a la West Reading High School, va crear una funció d'una sola aparició anomenada "The Whistler" (sense relació amb el personatge del programa de ràdio) a Dell Comics' War Stories #5 (1942; sense data de portada). Això el va portar a treballar l'any següent amb Quality Comics, on va treballar amb capacitats menors o més grans en sèries de còmics com Blackhawk i en funcions com "Man Hunter" i "Spin Shaw". A més a més, Keller va dibuixar antecedents per al còmic de suplement dominical de vuit pàgines de Will Eisner, The Spirit, treballant amb Lou Fine, l'artista de la Segona Guerra Mundial del militar Eisner. Keller també va dibuixar per a l'editorial Fiction House, inclosa la funció "Suicide Smith" al Wings Comics de temàtica aèria.
El 1950, es va convertir en artista del personal d'Atlas, el predecessor de Marvel Comics dels anys 50 de l'editor Martin Goodman. El fiable i poc cridaner Keller va dibuixar històries occidentals, d'horror i, treballant amb l'escriptor Carl Wessler, històries de crims.

### Kid Colt i hot rods
Keller va començar la seva llarga associació amb Kid Colt a Kid Colt, Outlaw #25 (març de 1953). Va romandre amb el personatge durant almenys una dotzena d'anys en aquest títol emblemàtic, així com en sèries d'antologia com All Western Winners, Two-Gun Western i Gunsmoke Western. El 1955, també va començar a treballar com a autònom per a Charlton Comics de baix pressupost, amb seu a Derby, Connecticut, dibuixant històries de guerra i occidentals per a títols com Billy the Kid, Cheyenne Kid, Battlefield Action, Fightin' Air Force, Fightin' Army, Fightin' Marines i Submarine Attack.
Després de la pràctica desaparició de la línia de còmics d'Atlas el 1957, i les retallades i acomiadaments que l'acompanyaven, Keller va complementar els seus ingressos treballant en un concessionari d'automòbils a la seva ciutat natal. D'aquí a dos anys, tornaria com a freelance per a Atlas i Marvel. En aquest moment, també estava satisfent el seu amor pels cotxes de carreres i els cotxes en maqueta escrivint i dibuixant còmics de Charlton com Grand Prix, Hot Rod Racers, Hot Rods and Racing Cars, Teenage Hotrodders, Drag 'n' Wheels, Surf 'n' Wheels i World of Wheels. Va deixar de dibuixar per a Marvel Comics el 1967, quan Kid Colt, Outlaw s'havia convertit principalment en reimpressions, després va dibuixar un petit nombre de còmics per a DC Comics des de 1968 fins a 1971, inclòs per al còmic amb llicència de cotxes de joguina Hot Wheels. També va continuar dibuixant per a Charlton, on el seu darrer treball de còmic conegut va ser la portada i la història de vuit pàgines que l'acompanya "The Rescuers" al títol Attack #14 (novembre de 1973).